# マイケル・バリント
マイケル・バリント（英: Michael Balint、1896年12月3日 - 1970年12月31日）は、ハンガリー出身の医学者、精神科医。ユダヤ系。ハンガリー名はバーリント・ミハーイ(Bálint Mihály)。
1920年にブダペスト大学医学部を卒業した。ベルリンで働いたのち、フェレンツィ・シャーンドルに師事した。1938年にロンドンに移住し、翌1939年、マンチェスターに居を構えた。基底欠損、対象にしがみつくオクノフィリア、スリルを求めるフィロバット（フィロバティスム）等を定式化した。

## 関連人物
- フェレンツィ・シャーンドル
- ドナルド・ウィニコット
- メラニー・クライン